# Чон Хонвон
Чон Хонвон (кор. 정홍원?, 鄭烘原?; род. 9 октября 1944, Хадон) — премьер-министр Республики Корея с 26 февраля 2013 года по 16 февраля 2015 года.

## Биография
Чон Хонвон родился 9 октября 1944 года, в уезде Хадон, провинции Кёнсан-Намдо. Окончил юридический факультет Университета Сонгюнгван. Одним из преподавателей был премьер-министр Хён Сын Джон.
Занимал различные должности в органах прокуратуры в Пусане, с 2008 по 2011 год был председателем Корейской коллегии адвокатов. В 2012 году ушёл в отставку с должности прокурора. На парламентских выборов 2012 года Чон Хонвон возглавлял рекомендационный комитет по кандидатурам на руководящие посты от правящей партии Сэнури, обеспечивал юридическое сопровождение выдвижения кандидатуры Пак Кын Хе на пост президента. Занимался частной юридической практикой.

### Пост премьер-министра
8 февраля 2013 года избранный президент Республики Корея Пак Кын Хе выдвинула Чон Хонвона в кандидаты на пост премьер-министра. Об этом объявил на пресс-конференции заместитель председателя комиссии по приему президентских полномочий Чин Ён. Чон Хонвон прокомментировал своё назначение, сказав, что высоко ценит высокое доверие, оказанное ему Пак Кын Хе.
26 февраля 2013 года Национальное собрание официально привело Чон Хонвона к присяге премьер-министра Республики Корея.
27 апреля 2014 года Чон Хонвон подал в отставку с поста премьер-министра, решив взять на себя ответственность за крушение парома «Sewol»:
От имени правительства я прошу прощения за созданные проблемы, начиная с превентивных мер и заканчивая неспособностью справиться с ситуацией на ранних этапах.
Паром с 476 пассажирами на борту, большинство из которых школьники и учителя, перевернулся и затонул за два часа у побережья Южной Кореи 16 апреля. Число жертв достигло трёхсот человек. На следующий день после крушения, когда Чон Хонвон встречался с родителями пропавших без вести детей, его освистали, кто-то бросил в него бутылку воды.
27 апреля официальный представитель кабинета президента Пак Кын Хе сообщил о принятии отставки премьер-министра Чон Хонвона, однако, только после того, как ситуация с проведением поисково-спасательных работ «будет полностью взята под контроль».
28 мая бывший судья Верховного суда Ан Дэ Хи, выдвинутый на пост премьер-министра президентом Пак Кын Хе 22 мая, заявил о снятии своей кандидатуры, так как его слишком высокая зарплата адвоката вызвала недовольство народных масс, и его обвиняют, в том, что он использовал свой статус бывшего судьи для личной выгоды. В 2013 году он 5 месяцев работал адвокатом в юридической фирме и за этот период заработал примерно 1,57 млн долларов.
24 июня бывший главный редактор газеты «Чунан ильбо» Мун Чхангык, выдвинутый президентом Пак Кын Хе на должность нового премьер-министра Республики Корея две недели назад, заявил об отказе возглавить правительство из-за критики относительно его прояпонских взглядов, и сказав, что «своим уходом я намерен помочь президенту страны Пак Кын Хе».
26 июня после двух неудачных попыток найти кандидатов на пост премьер-министра Южной Кореи президент Пак Кын Хе отказалась принять отставку Чон Хон Вона, и таким образом он был оставлен на своей должности.